# Samenstellingsverklaring
Een samenstellingsverklaring is een accountantsverklaring die kan worden afgegeven door een accountant bij een door hem uitgevoerde samenstelling van een overzicht met historische financiële informatie. Vaak is dit overzicht een jaarrekening, maar het kan ook een ander overzicht betreffen, zoals het verzekerd belang of een ontvangsten- en uitgavenoverzicht, bijvoorbeeld een subsidieafrekening. Het bestuur van een vennootschap, stichting, etcetera, is verantwoordelijk voor de juistheid en volledigheid van de aan het overzicht ten grondslag liggende gegevens, de accountant of boekhouder stelt deze samen en rapporteert daarover door middel van zijn samenstellingsverklaring. 
De aard van de opdracht brengt met zich mee dat, anders dan bij de controle-opdracht en de beoordelingsopdracht, met de samenstellingsverklaring geen zekerheid wordt verstrekt omtrent de getrouwheid van het financiële overzicht. 
De toegevoegde waarde van de samenstellingsverklaring van een accountant is echter dat de accountant bij de uitvoering van zijn opdracht is gebonden aan zijn gedragscode, en de samenstellingswerkzaamheden moet uitvoeren in overeenstemming met de standaard. Zo zal hij er op letten dat hij:
- voldoende kennis heeft van het bedrijf waarvan hij het overzicht samenstelt;
- het overzicht overeenstemt met het stelsel van financiële verslaggeving dat van toepassing is;
- als de onderliggende gegevens onjuist of onvolledig zijn, aanvullende (controle-)werkzaamheden uitvoert;
- het overzicht doorneemt of het toereikend van opzet is en vrij lijkt te zijn van afwijkingen van materieel belang;
- als hij stuit op signalen van fraude of onwettig handelen, aanvullende (controle-)werkzaamheden uitvoert volgens dezelfde standaard die ook voor controle- en beoordelingsopdrachten van toepassing is.

Een opdrachtgever mag de aan hem door een accountant verstrekte samenstellingsverklaring niet openbaar maken tenzij de accountant expliciet daarvoor toestemming heeft gegeven.